# Verlobung

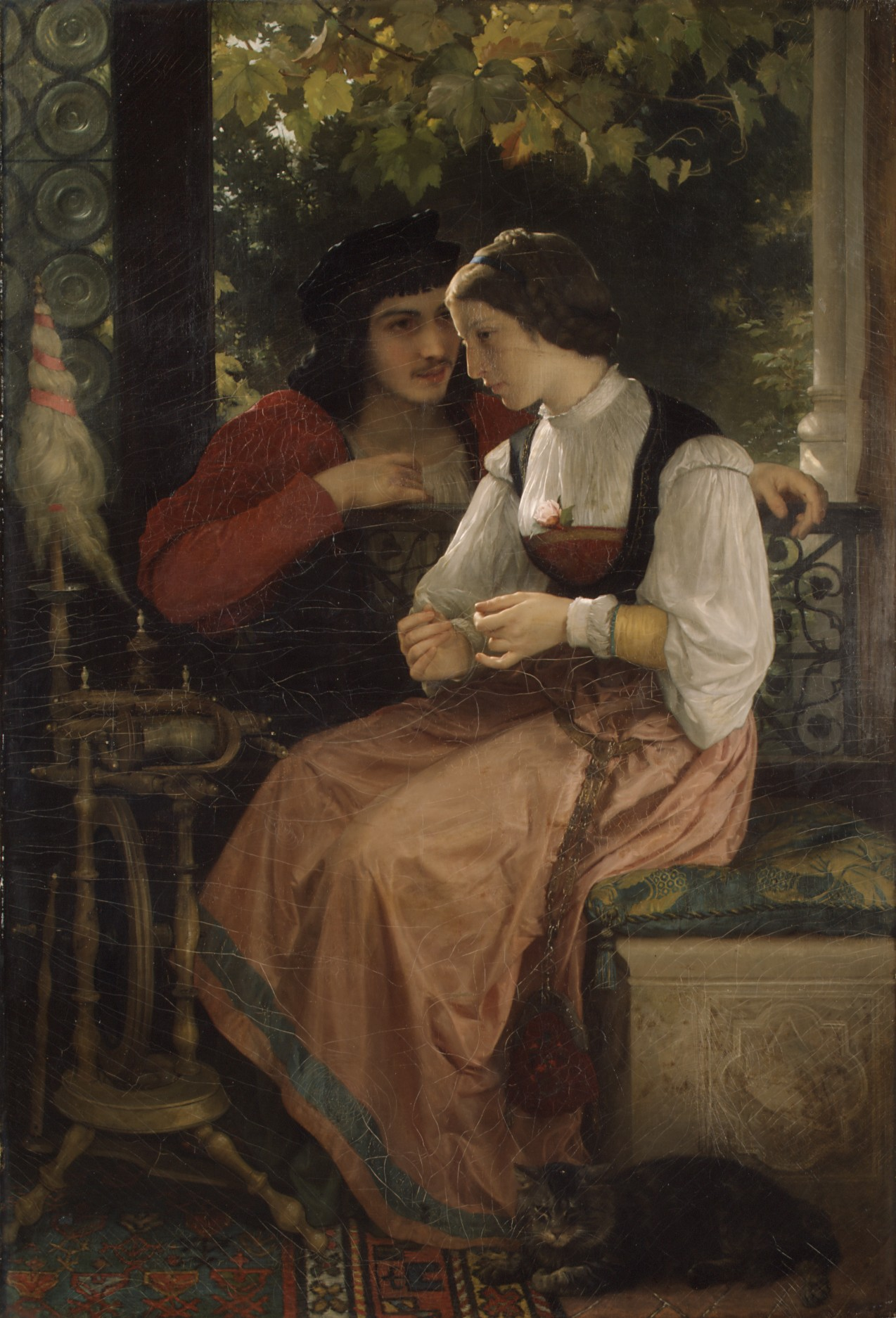
William Adolphe Bouguereau: Der Antrag

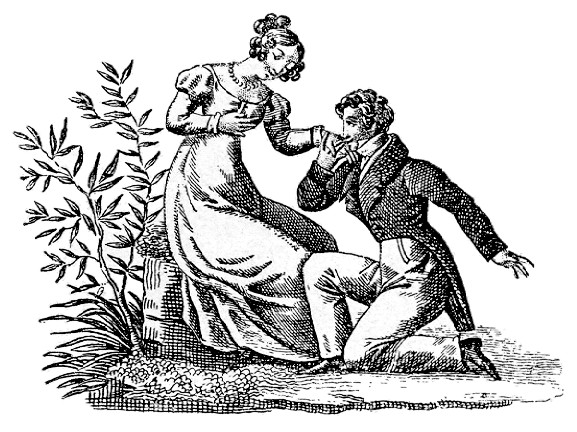
Heiratsantrag mit Kniefall (Prinzensitz)

Die Verlobung (gehoben auch Verlöbnis) ist das Versprechen, mit einer anderen Person die Ehe einzugehen. Im europäischen Kulturraum findet die Verlobung in der Regel im Rahmen einer Liebesbeziehung statt. Eingeleitet wird sie hier durch ein gemeinsames Gespräch oder durch den Heiratsantrag einer Seite (auch Hochzeitsantrag genannt). Ein solcher Antrag wurde traditionellerweise zumeist vom Mann erwartet. Die Verlobungszeit ist insbesondere eine Vorbereitungszeit auf die Ehe. Sie endet am Tag der Hochzeit, es sei denn, ein Verlobter tritt von dem Verlöbnis zurück. Das Verlöbnis wird auch durch den Tod eines der Verlobten aufgelöst. Die Bezeichnung Verlobte (Plural) wird auch zur Bezeichnung eines Brautpaares verwendet. Sie bezeichnet im Verfahren der Eheanmeldung oder der Beantragung eines Ehefähigkeitszeugnisses die Personen, die einander heiraten wollen.

## Religiöse und kulturelle Tradition
Die Verlobung (Verlöbnis) ist ein nicht einklagbares Eheversprechen. Während der Verlobungszeit impliziert die Beziehung zwischen den Verlobten stärkere oder schwächere soziale und wirtschaftliche Rechte und Pflichten zwischen den beteiligten Familien/Verwandtschaftsgruppen.
Ein Verlöbnis ist bereits im Alten Testament bei 2. Mo 22,15  angesprochen. Es bezeichnete einen Vertragsabschluss, bei dem der Mann sich zur Zahlung einer Heiratsgabe verpflichtete und damit einen Anspruch auf die Frau erwarb. Die Frage des Erwerbs der Frau wird auch im ersten Kapitel des Qidduschin behandelt. Nach biblischer Vorstellung ist während der Verlobungszeit noch kein ehelicher Beischlaf zulässig.
Ein Verlöbnis als Eheversprechen stellt besonders in Kulturen, in denen Ehen von den Eltern arrangiert werden, eine wichtige Phase im schrittweisen Herangehen an die Ehe dar. Ihm voran geht die Brautwerbung, die hoch institutionalisiert sein kann. Dies ist besonders dann der Fall, wenn sie durch einen Dritten (Heiratsvermittler, Schadchen) oder den Brautwerber als Abgesandten der Familie des Mannes oder des Mannes selbst vorgebracht werden muss. Dies kann auch schon während der Kindheit der beiden vorgesehenen Ehepartner erfolgen. Während einer solchen Verlobungszeit wird nicht nur eine (emotionale) Beziehung zwischen den beiden Betroffenen, die sich oftmals vorher noch gar nicht oder nur vage kannten, hergestellt und gefestigt, sondern meist auch eine politisch-rechtliche Allianz zwischen ihren Verwandtschaftsgruppen. Das Verlöbnis dient dann nicht nur dem gegenseitigen Kennenlernen der zukünftigen Ehepartner, sondern auch der gegenseitigen Überprüfung der zukünftigen Allianzgruppen.

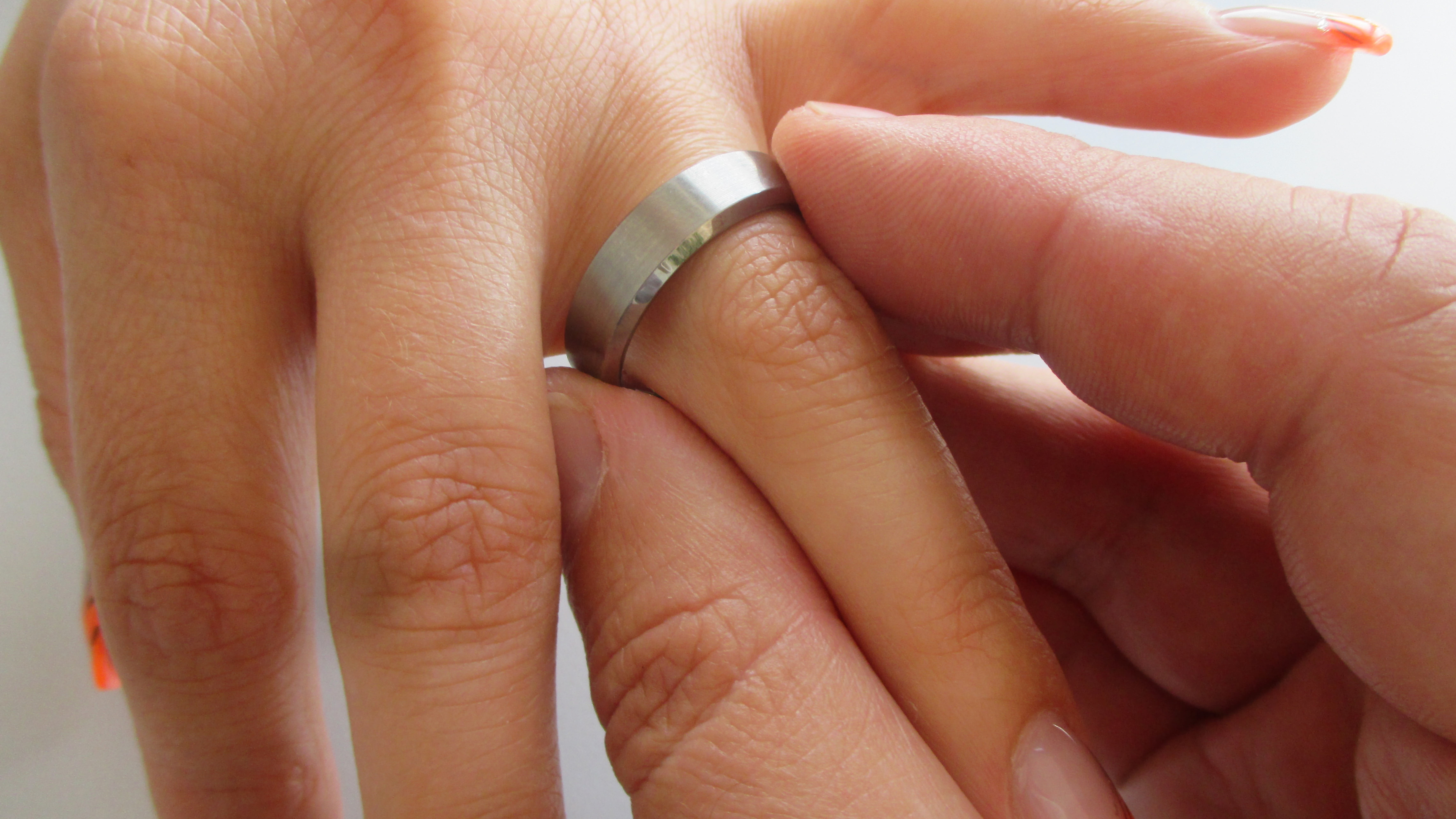
Verlobungsring aus Wolframcarbid

Oft ist mit der Verlobung eine Familienfeier im Kreis der engeren Verwandtschaft oder Familie verbunden. Die Verlobung kann mit einer Verlobungsanzeige bekanntgegeben werden. Manche volljährigen heiratswilligen Paare beschränken sich jedoch auf die Mitteilung per Grußkarte: „Wir haben uns verlobt.“ Als äußeres Zeichen ist nach wie vor das Tragen eines Verlobungsringes (traditionell Geschenk des Mannes an die Frau) üblich, der häufig am Ringfinger der linken Hand getragen wird.
Verlobungswillige auf Brautschau wurden in der Vergangenheit als Freier bezeichnet, was sich noch in der Redensart „Auf Freiers Füßen“ wiederfindet. Das Verb freien aus mittelhochdeutsch und mittelniederdeutsch vrīen „zur Frau machen“, „zur Ehe nehmen“, bei Luther „heiraten“, später „werben“, ist eine Spezialisierung von germanisch *vrijō- „freundlich behandeln, umwerben“, wohl unter dem Einfluss von altsächsisch frī „(Ehe-)Frau“. Es wurde allerdings nicht nur für die Brautwerbung und den eigentlichen Hochzeitsantrag verwendet, sondern auch für das Heiraten selbst. Diese Bedeutung findet sich etwa in der Redensart „jung gefreit hat nie gereut“.
In Deutschland wurde der Tradition nach zumeist vom Mann erwartet, der Frau den Hochzeitsantrag zu machen. In einer von CosmosDirekt in Auftrag gegebenen Studie, die Forsa im Juni 2015 durchführte, antworteten von 1.004 unverheirateten Deutschen auf die Frage, wer den Heiratsantrag machen soll, 52 Prozent mit „egal“ und 47 Prozent mit „der Mann“. 0 Prozent gaben an, dass die Frau den Antrag machen soll. Dabei antworteten vor allem Frauen und unter 35-Jährige mit „der Mann“, während Männer und Ältere meistens mit „egal“ antworteten. Eine Parship-Mitgliederbefragung aus dem Februar 2019 ermittelte ähnliche grundlegende Werte (46 Prozent „der Mann“, 0 Prozent „die Frau“).

## Rechtsnatur

### Deutschland
Die rechtlichen Verhältnisse des Verlöbnisses sind in Deutschland im ersten Titel des Familienrechts, also den §§ 1297–1302 des Bürgerlichen Gesetzbuches geregelt. Danach handelt es sich bei dem Verlöbnis um einen Vertrag (Rechtsnatur umstritten), mit dem sich zwei Personen versprechen, künftig die Ehe miteinander einzugehen, also um ein gegenseitiges Eheversprechen. Das einseitige Eheversprechen, das nur einen Partner bindet, kennt das deutsche Recht nicht.
Da die Regeln über das Verlöbnis für das Versprechen der Verpartnerung entsprechend anwendbar waren, galten die im Folgenden geschilderten Wirkungen der Verlobung auch entsprechend für die eingetragene Partnerschaft (§ 1 Abs. 4 LPartG).
Anders als bei den sonstigen Verträgen im Bürgerlichen Gesetzbuch (Kaufvertrag, Dienstvertrag, Werkvertrag, Mietvertrag usw.) ist es beim Verlöbnis nicht möglich, auf Erfüllung, das heißt, auf Bewirkung des gegenseitigen Versprechens, zu klagen. § 1297 Abs. 1 BGB stellt ausdrücklich klar, dass „[a]us einem Verlöbnis […] nicht auf Eingehung der Ehe geklagt werden [kann].“ Dies macht das Verlöbnis zu einer sogenannten Naturalobligation.
Das Verlöbnis ist keine Vorbedingung für eine Heirat, sie kann demnach auch ohne Verlobung erfolgen. In aller Regel findet jedoch eine Verlobung vor der Eheschließung statt, auch wenn sich die Partner darüber nicht im Klaren sein mögen. Da die Verlobung das Versprechen der beiderseitigen Eheschließung darstellt, ist, sobald ein Partner den anderen hiernach fragt und dieser zusagt, von einer Verlobung auszugehen. Zu diesem Zeitpunkt liegen die für einen Vertragsabschluss notwendigen Willenserklärungen vor. Es spielt dabei keine Rolle, ob dies in aller Stille oder vor großem Publikum stattfindet. Auch ein konkludentes Verlöbnis, etwa durch einvernehmlichen Kauf von Eheringen oder gemeinsames Vorbereiten von Einladungen zur Hochzeit ist möglich.
Auch Minderjährige, die die personenrechtlichen Folgen ihres Handelns einsehen können, sind berechtigt, das Versprechen abzugeben.
Als Verlobte gelten ferner Personen, die sich beim Standesamt zur Eheschließung angemeldet haben.

#### Wirkungen im Verhältnis der Verlobten zueinander
Aus dem Verlöbnis kann nicht auf Eingehung der Ehe geklagt werden, § 1297 Abs. 1 BGB. Ein etwaiges (ausländisches) Recht zur Eingehung der Ehe bzw. ähnliche Rechtsinstitutionen verpflichtendes Urteil ist in Deutschland nicht vollstreckbar. Das Versprechen einer Vertragsstrafe für den Fall der Nichterfüllung des Verlöbnisses ist unwirksam, § 1297 Abs. 2 BGB.
Tritt ein Verlobter ohne wichtigen Grund vom Verlöbnis zurück, so hat er dem anderen Verlobten, dessen Eltern und dritten Personen, die an Stelle der Eltern gehandelt haben, den Schaden zu ersetzen, den diese dadurch erleiden, dass sie in Erwartung der Eingehung der Ehe Aufwendungen gemacht oder Verbindlichkeiten eingegangen sind, (§ 1298 Abs. 1 BGB). Beispielhaft kommen hier nutzlos gewordene Aufwendungen für die Hochzeitsfeier und Einrichtung des Hausstands in Betracht. Dem anderen Verlobten ist auch der Schaden zu ersetzen, den er erleidet, weil er in Erwartung der Ehe sonstige sein Vermögen oder seine Erwerbsstellung berührende Maßnahmen getroffen hat. Hier ist beispielhaft die Kündigung der beruflichen Stellung im Hinblick auf die vereinbarte Rollenteilung in der Ehe zu nennen.
Dieselben Verpflichtungen zum Schadensersatz treffen den Verlobten, der durch sein Verschulden einen wichtigen Grund für den Rücktritt des anderen Teils setzt, § 1299 BGB.
Nach § 1302 BGB verjähren die vorgenannten Ansprüche der Verlobten untereinander innerhalb von drei Jahren von der Auflösung des Verlöbnisses an.
Bei – auch einvernehmlichem – Unterbleiben der Heirat kann jeder Beteiligte von dem anderen die Herausgabe aller Geschenke verlangen, die zum Zeichen des Versprechens gegeben worden sind, § 1301 Satz 1 BGB. Eine Rückforderung (durch die Erben) ist im Zweifel ausgeschlossen, wenn das Versprechen durch den Tod aufgelöst wird, § 1301 Satz 2 BGB.
Verlobte trifft im Verhältnis zueinander eine strafrechtliche Garantenpflicht. Für den Fall der Verletzung dieser Pflicht sind unechte Unterlassungsdelikte denkbar.
Der Anspruch auf eine Kranzgeld genannte Entschädigung (§ 1300 BGB a. F.) ist durch Gesetzesänderung seit 1. Juli 1998 entfallen.

#### Wirkungen gegenüber Dritten
Im Prozess haben gem. § 383 Abs. 1 Nr. 1 ZPO und § 52 Abs. 1 Nr. 1 StPO schon die Verlobten bzw. diejenigen, die versprochen haben, eine Lebenspartnerschaft einzugehen (und nicht erst die Eheleute bzw. Lebenspartner), ein Zeugnisverweigerungsrecht. Außerdem kann eine Nichtanzeige geplanter Straftaten unter Umständen straflos bleiben. Verlobte gelten zudem als Angehörige nach § 15 Abs. 1 Nr. 1 AO und unterliegen damit steuerrechtlich besonderen Rechten und Pflichten.

### Österreich
In Österreich erwachsen aus dem „Eheverlöbnis“ keine rechtlichen Verbindlichkeiten; es verpflichtet weder zur Heirat noch zur Erfüllung von Leistungen, die für den Fall des Rücktritts vereinbart wurden. Im Fall des Rücktritts hat der Beteiligte, der den Rücktritt nicht begründet hat, jedoch Schadenersatzanspruch gegen den anderen Beteiligten, soweit er den entstandenen Schaden beweisen kann. Das Allgemeine Bürgerliche Gesetzbuch legt keine Vorbedingungen für das Verlöbnis fest.

### Schweiz
In der Schweiz ist das Verlöbnis rechtlich im Familienrecht im Zivilgesetzbuch (ZGB) zu finden. Es wird in Art. 90 bis 93 abgehandelt. Das Verlöbnis gilt im ZGB als Eheversprechen, dennoch kann auf Grund eines Verlöbnisses nicht auf das Recht der Eingehung einer Ehe geklagt werden. Das Verlöbnis unmündiger oder entmündigter Personen ist nur mit Zustimmung des gesetzlichen Vertreters bindend (Art. 90). Bei der Auflösung der Verlobung können Geschenke, abgesehen von Gelegenheitsgeschenken, welche einander gemacht worden sind, rechtlich zurückgefordert werden oder die Gegenpartei ist entsprechend zu entschädigen (Art. 91). Zudem kann der Schaden, der durch Hochzeitsvorbereitungen oder andere Veranstaltungen im Zusammenhang mit der Verlobung entstanden ist, zurückverlangt werden (Art. 92). Derartige Forderungen verjähren nach einem Jahr (Art. 93).